# Klaas de Vries (componist)
Klaas de Vries (Terneuzen, 15 juli 1944) is een Nederlandse componist in de stijl van de Rotterdamse School. Hij studeerde compositie bij Otto Ketting in Den Haag en was tot 2009 docent aan het Rotterdams Conservatorium. In 1998 won hij de Matthijs Vermeulenprijs voor zijn compositie A King, Riding.

## Biografie
De Vries studeerde van 1965 tot 1972 piano, theorie en compositie aan het Rotterdams Conservatorium. In 1968 verscheen zijn eerste compositie. Hij vervolgde zijn studie compositie bij Otto Ketting aan het Koninklijk Conservatorium in Den Haag en won daar in 1974 de compositieprijs. Daarna studeerde De Vries nog een korte tijd bij de Kroatische componist Milko Kelemen in Duitsland.
Van 1972 tot 1981 was hij docent muziektheoretische vakken aan het Twents Conservatorium. Vanaf 1979 tot 2009 was hij docent analyse, instrumentatie en compositie aan het Rotterdams Conservatorium.
In de jaren 70 was De Vries voor enige seizoenen programmeur van de STAMP-concerten in Rotterdam. In de jaren 80 richtte hij samen met mededocent Peter-Jan Wagemans de stichting Unanswered Question op, genoemd naar The Unanswered Question van Charles Ives. Deze stichting realiseert uitvoeringen van nieuw werk van de compositieafdelingen van de conservatoria in Rotterdam, Den Haag, Amsterdam en Utrecht.
Voor zijn compositie Discantus (1982) ontving hij in 1983 de Matthijs Vermeulenprijs. In 1985 was De Vries lid van de jury van de World Music Days van de International Society for Contemporary Music (ISCM) in Amsterdam. Ook was hij als gastdocent betrokken bij verschillende conservatoria: in 1990 bij het Conservatorium in Groningen, in 1991 bij het Koninklijk Conservatorium in Den Haag en Ars Musica in België. In 1992 gaf hij lezingen in Bulgarije.
In 1996 ging het scenisch oratorium A King, Riding in première op het Holland Festival. Voor deze compositie en voor zijn Interludium voor strijkorkest won De Vries in 1998 zijn tweede Matthijs Vermeulenprijs.
Hij woont met zijn vrouw, de sopraan Gerrie de Vries, en zijn twee kinderen in Haarlem.

## Stilistische uitgangspunten
Klaas de Vries laat zich in zijn muziek veel beïnvloeden door oudere tradities. “There must always be a recognizable, traditional element, innovation notwithstanding.” Hij is het niet eens met de componisten die zich afzetten tegen deze tradities. “Ik ben het dan ook helemaal niet eens met de toekomstvisie van Xenakis. Dat is een visie waarin het woord traditie zelfs niet voorkomt. Alsof er niets bestaat. Alsof het wenselijk zou zijn om muziek uit het niets te bedenken of uit een andere bron dan de muziek zelf.”
Toch laat De Vries zich ook inspireren door meer recente tradities. In 1968 componeert hij het serialistische werk Refrains. Hij voelt zich in dit idioom meer aangetrokken door de seriële periode van Igor Stravinsky dan door de muziek van de Tweede Weense School. De helderheid van klank, ritmische pulsatie en het vrijere gebruik van series sprak De Vries meer aan dan de vormen en de contrasterende elementen van de Tweede Weense School.
De Vries is in zijn werk erg geïnspireerd door literaire teksten van schrijvers als Jorge Luis Borges, Pablo Neruda, en Gabriel García Márquez. De door deze schrijvers gecreëerde wereld hangt tussen fictie en werkelijkheid in. De Vries probeert in zijn muziek iets soortgelijks te bewerkstelligen. Hij probeert naar eigen zeggen nieuwe muziek te creëren die tegelijkertijd de suggestie van een gekende muziek wekt.
In relatie tot de reeds bestaande muziek ziet De Vries zijn composities als “een caleidoscopisch beeld van de werkelijkheid”. Hij beschouwt zijn muziek als drama, "een totaalplaatje waarbij de muziek niet alleen de tekst versterkt, maar ook andersom." Hij stelt zich ten doel ‘veelgelaagdheid’ in zijn werk te creëren.

## Compositorische ontwikkeling
In 1968 publiceerde Klaas de Vries zijn eerste compositie Three pieces for wind quintet. In datzelfde jaar schreef hij het stuk Refrains, dat twee jaar later werd uitgegeven. De Vries beschouwt het als zijn eerste compositie, na enkele jeugdzonden. Refrains vormde de stap naar De Vries' gebruik van het serialisme. Het stuk is verdeeld in vier delen. Per deel wordt de relatie tussen het orkest en de piano’s herzien.

In 1979 schreef hij het stuk Bewegingen, dat hij als een belangrijke stap in zijn ontwikkeling zag: 
Al mijn stukken daarvoor klinken erg Nederlands. In Bewegingen wilde ik ontsnappen aan die hoekigheid en blokvormigheid, de montageprincipes van Stravinsky en Varèse die zo’n invloed op het Nederlandse componeren hadden. Ik wilde muziek maken met een richting en met overgangen, ik wilde letterlijk van het een naar het ander gaan.
In 1982 schreef De Vries het stuk Discantus, waarvoor hij de Matthijs Vermeulenprijs kreeg. De titel kan misleiden; het stuk heeft nauwelijks iets te maken met de als discant bekende middeleeuwse vorm van meerstemmigheid. Het woord 'discantus' moet eerder in zijn letterlijke betekenis worden geïnterpreteerd: 'uit elkaar zingen'. Vanuit een gecomprimeerde beginsituatie worden in de loop van het stuk de verschillende muzikale gegevens van elkaar losgekoppeld om zich steeds zelfstandiger te kunnen ontwikkelen.
In samenwerking met librettist en regisseur Peter te Nuyl schreef De Vries in 1984 zijn eerste opera, Eréndira. Het verhaal is gebaseerd op De ongelooflijke maar droevige geschiedenis van de onschuldige Eréndira en haar harteloze grootmoeder van Nobelprijswinnaar Gabriel García Márquez.

Ook de Sonate voor piano uit 1986 vormt een belangrijke stap in de compositorische ontwikkeling van Klaas de Vries. Sonate voor piano is een van de weinige werken die De Vries zonder opdracht schreef: 
Voor het eerst had ik het gevoel dat ik mijn eigen verhaal had gevonden. Bovendien bestond zo'n stuk nog niet. Er zijn wel meer monumentale pianosonates, maar die hebben niets te maken met de manier waarop ik het neoclassicisme benaderde. Ik had het klassieke model diepgaand bestudeerd. En het gekke is dat ik toen meer het gevoel had dat ik iets eigens deed dan toen ik nog dicht bij de Nederlandse componisten of bij Boulez en Berio stond. Juist door een omtrekkende beweging te maken vind je vaak iets oorspronkelijks.
Tussen 1988 en 1991 componeerde De Vries een trilogie bestaande uit Diafonía - la Creación, Sub nocte per umbras - ibant obscuri sub nocte per umbras en De profundis. Deze vertegenwoordigden volgens hemzelf de utopieën van de twintigste eeuw.
Het eerste deel Diafonía - la Creación (1988-‘89) is gebaseerd op een Zuid-Amerikaanse geboortemythe. Het is een soort heruitgevonden volksmuziek, met een sterk ritueel karakter.

Het tweede deel Sub nocte per umbras (1989) is een fantasie op de muziek uit het oude Griekenland: 
Sub nocte per umbras is een muzikale processie van schimmen uit het antieke Griekenland. Dit is zo’n speculatief verleden, want niemand weet hoe de muziek van de oude Grieken geklonken heeft.
 De titel van het werk is ontleend aan de Aeneis van Vergilius, de hele regel luidt ‘Ibant obscuri sola sub nocte per umbras’.
Het derde deel, De profundis (1991), verbeeldt de strijd tegen de onvermijdelijkheid van de dood, die is gesymboliseerd in de afwisseling van kamerbrede complexe akkoorden en de complexe ritmiek van een triomfmars die alleen kan worden gelopen door mensen met drie benen. De profundis kan gezien worden als de geëvolueerde vorm van de voorgaande stukken en fungeert als ‘zelfreflectie’.

In 1992 componeerde hij het stuk Eclips, een fantasie over Scriabins Vers la flamme (1914): 
Vers la flamme heeft mij altijd getroffen als 'onaf'. Het stuk stopt gewoon omdat, letterlijk, de grenzen van de piano bereikt zijn, maar op het moment van afbreken is het een pijl in volle vlucht. Er ontbreekt iets aan het evenwicht tussen het nog-wel-gecomponeerde en het net-niet-meer gecomponeerde. Uit de verleiding om dat evenwicht te herstellen is Eclips ontstaan. Eclips is onlosmakelijk verbonden met Vers la flamme: het stuk heeft pas zin als vervolg op een integrale uitvoering van dit pianowerk.”
In 1996 schreef De Vries het scenisch oratorium A King, Riding, waarvoor hij de Matthijs Vermeulenprijs ontving, voor de tweede keer in zijn carrière. Het is zijn langste werk tot dan toe.
In 2000 kwam het stuk Antagonistische ode voor het Nationaal Jeugd Orkest. In dit stuk kijkt De Vries naar eigen zeggen terug op de 20ste-eeuwse muziek. Het is een loflied op de rijkdom aan stijlen en stromingen.

## Citaten
Van Klaas de Vries
- Het hoogste ideaal dat je kunt bereiken is: iets nieuws laten horen dat in feite al lang bekend is.[6]
- Het enige wat je eigenlijk kunt doen is zorgen dat je consequent je eigen weg blijft volgen. Anders hou je òf op, òf je wordt modieus.[6]
- Voor mij is het belangrijk wie het stuk gaat spelen.[8]
- Ik heb een gefantaseerd verleden gemaakt, een antieke muziek, heel rudimentair. Die muziek kan alleen maar gedroomd zijn omdat niemand weet hoe de muziek van de antieken geklonken heeft.[16]
- De traditie in mijn werk is als het ware gefilterd.[16]
- Componeren is uitvinden met noten.[17]
- Zonder meteen een soort gifmenger te zijn, bespeel je als componist de emotie van de luisteraar. Lange tijd was dat ten strengste verboden. Maar gelukkig is het empirische, het oor, weer belangrijk geworden. Een van de pijnlijke ontdekkingen van het serialisme is, dat de georganiseerde logica, het prefabrikaat, niet per definitie correspondeert met de gehoorde logica.[16]

Over Klaas de Vries
- De stijl van Klaas de Vries laat zich het best omschrijven als kameleonistisch. Zijn muziek is doorspekt met elementen uit het muzikaal verleden. Barokke arabesken, bebop-achtige solo’s, monteverdiaanse madrigalen, stravinskiaanse fanfares en elektronische geluidswolken wisselen elkaar af.[9]

## Lijst van werken
- Three pieces for wind quintet (1968)
- Chain of changes for pianosolo (1968)
- Refrains, voor orkest en 2 piano's (1970)
- Five-part fantasy, voor fluitensemble of andere instrumentatie (1971)
- Organum, voor 4 trombones en 3 piano's (elektrisch versterkt) (1971)
- Mars, voor tenorsaxofoon en piano (1972)
- Follia, voor koperblazers, slagwerk, elektrische instrumenten en vijf solo-strijkers (1972-'73)
- Kwartet, voor lage strijkers (1973)
- Kadens, voor blaasorkest (1973)
- Tegenzangen, voor vierstemmig gemengd koor met orkest en spreekkoor met slagwerkensemble (1973)[18]
- Twee koralen, voor 4 saxofoons (1974)
- Quasi una fantasia, voor blazers, slagwerk, elektrisch orgel en strijkkwintet (1975)
- Moeilijkheden, voor blazers en piano (1977)
- Impromptu, voor fluit en percussie (1978)
- Toccata Americana voor piano (1978)
- Echo, voor piano (1978)
- Bewegingen, voor 15 instrumentalisten (1979)
- Kotz, suite voor 11 instrumenten (1979)
- Rondo, voor hoorn en piano (1979)
- Drie harpisten, 3 stukjes voor 3 kleine harpen (1979)
- Das Lebewohl? oder ... das Wiedersehn, deux petites pièces caractéristiques pour quatuor à cordes (1979)
- Areas, voor groot koor en orkest met klein koor en zes instrumentalisten (1980)[19]
- Tombeau, voor strijkorkest (1980)
- Discantus, voor orkest (1982)
- Eréndira, opera voor 5 instrumentale solisten, klein koor en ensemble, met libretto van Peter te Nuyl (1984)
- Instrumental music from Eréndira, voor ensemble (1984, rev. 1992)[20]
- 4 tango's, voor stem en 4 accordeons (1985)
- Murder in the dark, 5 kwarttoon stukken voor klavecimbel (1985)
- Phrases, voor sopraan solo, gemengd koor, zes instrumentale solisten en orkest (1986)[21]
- Sonate voor piano (1987)
- Diafonía - la Creación, voor twee sopranen en ensemble (1988-‘89)[22]
- Diafonía - la Creación, voor twee sopranen en twee pianos (1988-‘89)
- Songs and dances, voor viool en piano (1989)
- Sub nocte per umbras - ibant obscuri sub nocte per umbras, voor groot ensemble of kamerorkest (1989)
- Berceuse, voor basklarinet en percussie (1990)
- De profundis, voor groot blaasorkest (1991)
- Umbrae, voor altfluit, basfluit en piano (1992)
- Eclips (Hommage à Alexandre Scriabin), voor groot ensemble (1992)
- Strijkkwartet nr.1 (1993)
- Déploration sur la mort de Johan Ockeghem, voor ensemble
- A King, Riding, scenisch oratorium in 3 delen: (1995)[23]
- Abdicaçao, voor gemengd a-capellakoor: (1996)
- Tegen de tijd, elegie voor altviool-solo (1998)
- Concert voor piano en orkest (1998)
- Concert voor piano en orkest, versie voor piano and 6 instrumentalisten (1998, rev. 2003)
- Aleph, voor gemengd koor en orkest (1999)
- Litanie, voor mezzosopraan en 8 cellos (1999)
- Antagonistische ode, voor orkest (2000, rev. 2005)
- Preludium - Interludium – Postludium, voor 23 solo strijkers (1996-2000)
- Ghaf, voor ensemble (2003)
- Versus, voor blazersensemble (2004)
- Concert voor viool en orkest (2005)
- Stimmen-Engführung, voor a-cappellakoor (2006)
- Just Numbers, Dancing, voor orkest (2007)
- Wake, een opera in vier bedrijven. i.s.m. Rene Uijlenhoet - elektronische muziek derde bedrijf. Libretto David Mitchell. (2010)
- Cada Instante, voor orkest (2024)